# Rodeiro
Rodeiro település Spanyolországban, Pontevedra tartományban. Rodeiro Lalín, Agolada, Dozón, Antas de Ulla, Taboada, Chantada, Carballedo, San Cristovo de Cea és Piñor községekkel határos. Lakosainak száma 2244 fő (2024).

## Népesség
A település népessége az elmúlt években az alábbi módon változott:
| Lakosok száma | 4309 | 3553 | 3261 | 3143 | 2931 | 2752 | 2567 | 2437 | 2317 | 2244 |
|               | 2001 | 2004 | 2007 | 2009 | 2012 | 2014 | 2017 | 2019 | 2022 | 2024 |